# Port lotniczy Goma
Port lotniczy Goma (IATA: GOM, ICAO: FZNA) – port lotniczy położony w Goma, w prowincji Kiwu Północne, w Demokratycznej Republice Konga.

## Linie lotnicze i połączenia
| Linia Lotnicza                 | Kierunek                                                     |
| ------------------------------ | ------------------------------------------------------------ |
| Compagnie Africaine d'Aviation | 1. Beni 2. Bunia 3. Bukavu 4. Kindu 5. Kinszasa 6. Kisangani |
| Congo Airways                  | 1. Kindu 2. Kinszasa 3. Kisangani                            |
| Ethiopian Airlines             | 1. Addis Abeba                                               |
| Jambojet                       | 1. Nairobi                                                   |
| RwandAir                       | 1. Kigali                                                    |